# Смоленский, Константин Иванович
Константин Иванович Смоленский (1911 — ?) — конструктор авиационных двигателей, лауреат Сталинской премии (1951).
Родился в 1911 году в семье почтового служащего.
Окончил Калязинский механический техникум (1930).
С 1930 по 1949 г. работал на Рыбинском моторостроительном заводе (завод № 26 НКАП): мастер, начальник механической группы, начальник цеха, с 1943 г. заместитель начальника производства, с 1946 г. заместитель директора завода.
В 1949 году приказом Министерства авиационной промышленности СССР назначен заместителем главного конструктора ОКБ-36 по производству (Рыбинское КБ моторостроения). Руководил освоением и выпуском турбореактивных двигателей.
С 1959 г. директор Рыбинского электротехнического завода.
Лауреат Сталинской премии (1951) — за участие в создании комбинированного мотора ВД-4К.
Награждён орденами «Знак Почёта», Красной Звезды (30.12.1943), Отечественной войны II степени.